# Campeonato de Francia de Rugby 15 1894-95
El Campeonato de Francia de Rugby 15 1894-95 fue la 4.ª edición del Campeonato francés de rugby, la principal competencia del rugby galo.
El campeón del torneo fue el equipo de Stade Français, quienes obtuvieron su tercer campeonato.

## Participantes
- Cosmopolitan Club
- Olympique París
- Racing Club
- Stade Français

## Semifinales
| 1895 | Stade Français | 21 - 0 | Racing Club |  |  |

| 1895 | Olympique París | 5 - 3 | Cosmopolitan Club |  |  |

## Final
| 17 de marzo de 1895 | Stade Français | 16 - 0 | Olympique París | Stade Dubonnet, Courbevoie |  |

| Bandera de Francia     |
| Campeón Stade Français |
| Tercer título          |